# Gnathia gonzalezi
Gnathia gonzalezi är en kräftdjursart som beskrevs av Mueller 1988. Gnathia gonzalezi ingår i släktet Gnathia och familjen Gnathiidae. Inga underarter finns listade i Catalogue of Life.